# VHS-C
VHS-C es el formato compacto de cinta VHS presentado en 1982 y usado principalmente en videocámaras compactas para el mercado doméstico. El formato está basado en la misma cinta magnética que se usa en el VHS y puede reproducirse en una videograbadora VHS estándar mediante un adaptador. Aunque bastante barato, el formato está prácticamente obsoleto incluso como un estándar doméstico y ha sido sustituido en el mercado por formatos digitales de vídeo, que ofrecen menores tamaños de casete y mejor calidad de imagen.
La cinta magnética en casetes VHS-C se enrolla sobre un carrete principal y usa una especie de rueda de engranaje que hace avanzar la cinta. También puede ser movida a mano, al igual que el carrete. Este desarrollo obstaculizó las ventas del sistema Betamax en cierta medida, debido a que la geometría del casete Betamax hacía imposible un desarrollo parecido.

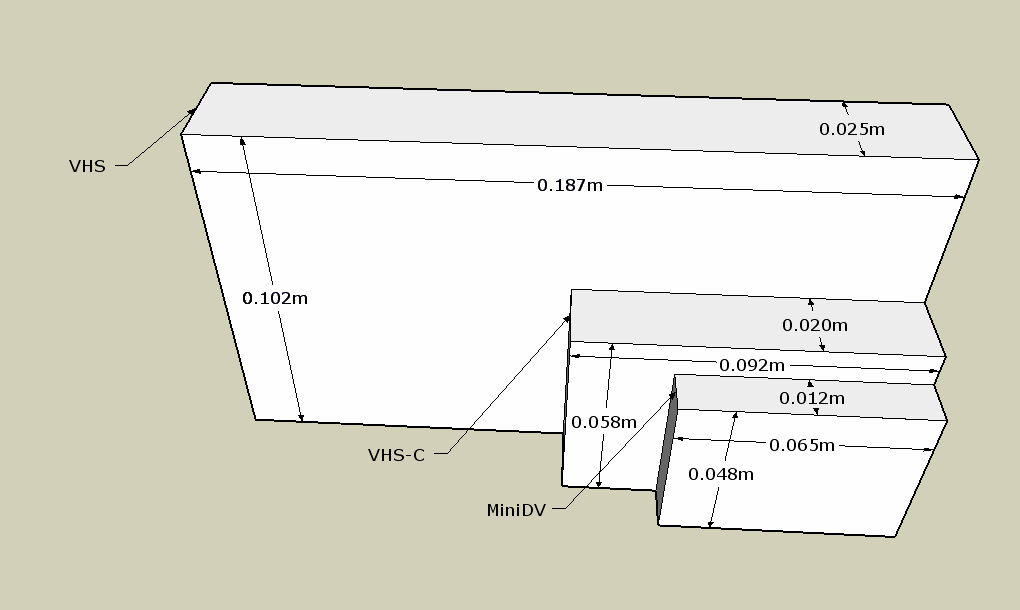
Comparación de tamaño entre el formato VHS original, el VHS-C y el más reciente MiniDV.

VHS-C fue uno de los formatos pioneros del mercado de videocámaras compactas, y se lanzó para competir con el Video8. Los casetes VHS-C eran mayores que los de Video8, pero eran compatibles con los reproductores VHS, lo que hizo que la elección entre ambos no fuese obvia y dividió el mercado. El VHS-C también terminó expulsando a las videocámaras VHS de tamaño estándar del mercado. Más tarde se lanzó una versión de alta calidad del VHS-C, basada en el S-VHS y conocida como S-VHS-C, que compitió contra el Hi8, la versión de alta calidad del Video8. La llegada al mercado de videocámaras S-VHS-C baratas llevó a la inclusión en muchas grabadoras de vídeo modernas de una característica llamada SQPB (SuperVHS Quasi-Playback), pero no supuso un impacto significativo en el mercado debido a que la llegada del MiniDV como estándar doméstico puso a disposición del gran público el vídeo digital de bajo coste y calidad similar a la televisión, volviendo prácticamente obsoletas a las videocámaras analógicas.

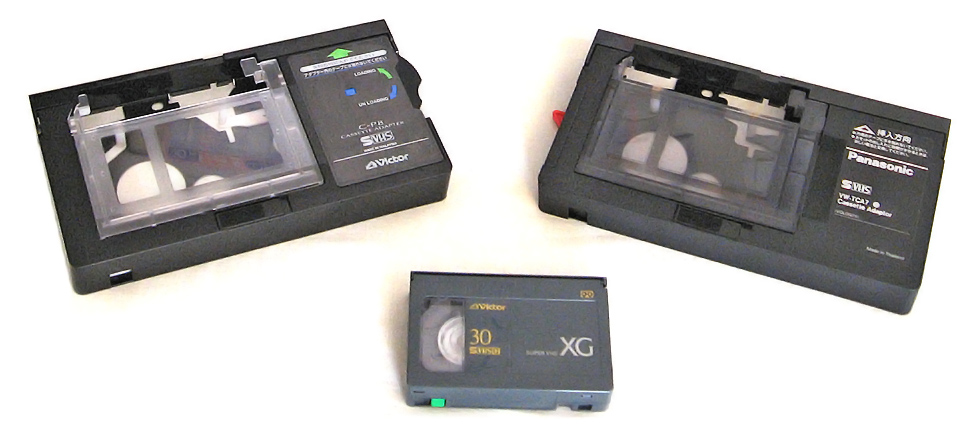
VHS-C Cassette Adapters.

Respecto al Video8, VHS-C ofrece una calidad de vídeo ligeramente menor y un tiempo de grabación menor (la mayor parte de los casetes VHS-C vendidos tienen capacidad para 30 minutos de vídeo, frente a los 120 minutos para una cinta de Hi8 grabada en analógico). S-VHS-C teóricamente compensa la menor calidad de imagen, pero los medios de grabación son mucho más difíciles de encontrar que las propias cámaras. Por ello, algunas unidades S-VHS-C soportan el formato S-VHS ET, que permite registrar una señal S-VHS en una cinta VHS de alta calidad.
Aunque el Video8 se extendió con una versión digital, el Digital8, es extremadamente improbable que la variante digital del VHS, el D-VHS, llegue a ser adaptada a un formato compacto, debido a que la industria de videocámaras domésticas (y en particular el inventor del VHS y su principal defensor, JVC) ha adoptado como formatos mayoritarios el MiniDV y formato pequeño (8 cm) de DVDs grabables. Sin embargo, JVC aún tiene disponibles algunas videocámaras VHS-C y S-VHS-C a precios sumamente bajos, permaneciendo las cintas extensamente disponibles a un precio relativamente bajo.
- Datos: Q549855
- Multimedia: VHS-C / Q549855